# Laramie (Wyoming)
Laramie [ˈlerəmiː] ist die drittgrößte Stadt des US-Bundesstaates Wyoming und liegt im südöstlichen Teil des Bundesstaates. Sie ist County Seat von Albany County. Das U.S. Census Bureau hat bei der Volkszählung 2020 eine Einwohnerzahl von 31.407 ermittelt.

## Geschichte
Die 1868 gegründete Stadt wurde nach dem französisch-kanadischen Trapper Jacques La Ramee benannt.
Zu einer permanenten Präsenz von weißen Siedlern kam es ab 1862 mit dem Aufkommen des Overland Trails. Seit 1864 gab es Pläne für eine Trasse der Union Pacific Railroad über die Ebenen des heutigen Laramie County und 1868 erreichte die Eisenbahn das heutige Stadtgebiet, wodurch bald ein regelmäßiger Personenverkehr das heutige Laramie erreichte.
Die Stadt entwickelte sich in den Folgejahren relativ schnell, insbesondere aufgrund ihrer zeitweilig wichtigen Funktion als Außenposten und Versorgungspunkt entlang der Eisenbahnlinie. Allerdings hatte Laramie in den ersten Jahren nach seiner Gründung zunächst sehr mit Gesetzlosigkeit zu kämpfen und wurde von kriminellen Banden beherrscht.
Mit der fortschreitenden Erschließung des nordamerikanischen Westens verlor Laramie gegen Ende des 19. Jahrhunderts zunehmend seine Bedeutung als Außenposten der USA. Weil sich das Umland der Stadt jedoch sehr gut für die Zucht von Rindern und Schafen eignete, entwickelte sich Laramie stattdessen zu einem regional wichtigen Zentrum für die Landwirtschaft.
1886 wurde Laramie als eine der ersten US-amerikanischen Städte westlich des Mississippi River elektrifiziert, als die Stadt ein Elektrizitätswerk in Betrieb nahm. Im selben Jahr wurde in Laramie die University of Wyoming gegründet.

## Geographie
Laramie liegt am UP-Abschnitt der First Transcontinental Railroad, einer Eisenbahnverbindung zwischen Omaha und Sacramento. Die Zeitzone ist im Winter Mountain Standard Time (MST), im Sommer Mountain Daylight Saving Time (MDT).

## Einwohnerentwicklung
| Jahr | Einwohner¹ |
| ---- | ---------- |
| 1980 | 24.410     |
| 1990 | 26.687     |
| 2000 | 27.204     |
| 2005 | 26.050     |
| 2006 | 25.688     |
| 2010 | 30.816     |
| 2020 | 31.407     |

¹ 1980–2020: Volkszählungsergebnisse

## Bildung
In Laramie hat die einzige Universität Wyomings, die University of Wyoming (UW), ihren Sitz. Dort waren im Jahr 2020 fast 12.000 Studenten eingeschrieben. Die Hochschule WyoTech (früher:  Wyoming Technical Institute), die sich auf den Automobilbereich spezialisiert hat, hat ihren Sitz ebenfalls in Laramie.

## Sonstiges
Laramie geriet 1998 international in die Schlagzeilen, als dort der Student Matthew Shepard aus Schwulenhass (Heterosexismus) schwer misshandelt wurde und an den Folgen starb.
Der Ort ist Haupt-Schauplatz des im Jahr 1986 spielenden Romans Alle Toten fliegen hoch: Amerika von Joachim Meyerhoff.
Die Stadt ist der Namensgeber für Laramidia, dem westlichen Teil des nordamerikanischen Kontinents während der Oberkreide.
In Form der Redewendung „Sattelt die Hühner, wir reiten nach Laramie!“ ist die Stadt in die deutsche Sprache eingegangen.

## Söhne und Töchter der Stadt
- Herbert J. Brees (1877–1958), Generalleutnant der United States Army
- Sheridan Downey (1884–1961), Politiker
- Thurman Arnold (1891–1969), Jurist, Leiter der Antitrust-Division in Washington
- Robert H. Soule (1900–1952), Generalmajor der United States Army
- Cody und Kurt Wetherill (* 1986), Schauspieler
- Jim Beaver (* 1950), Schauspieler
- Jaycee Carroll (* 1983), Basketballspieler
- Ray Carlisle (* 1978), Musiker
- Brandon Carlisle (1978–2015), Musiker

## Bildergalerie

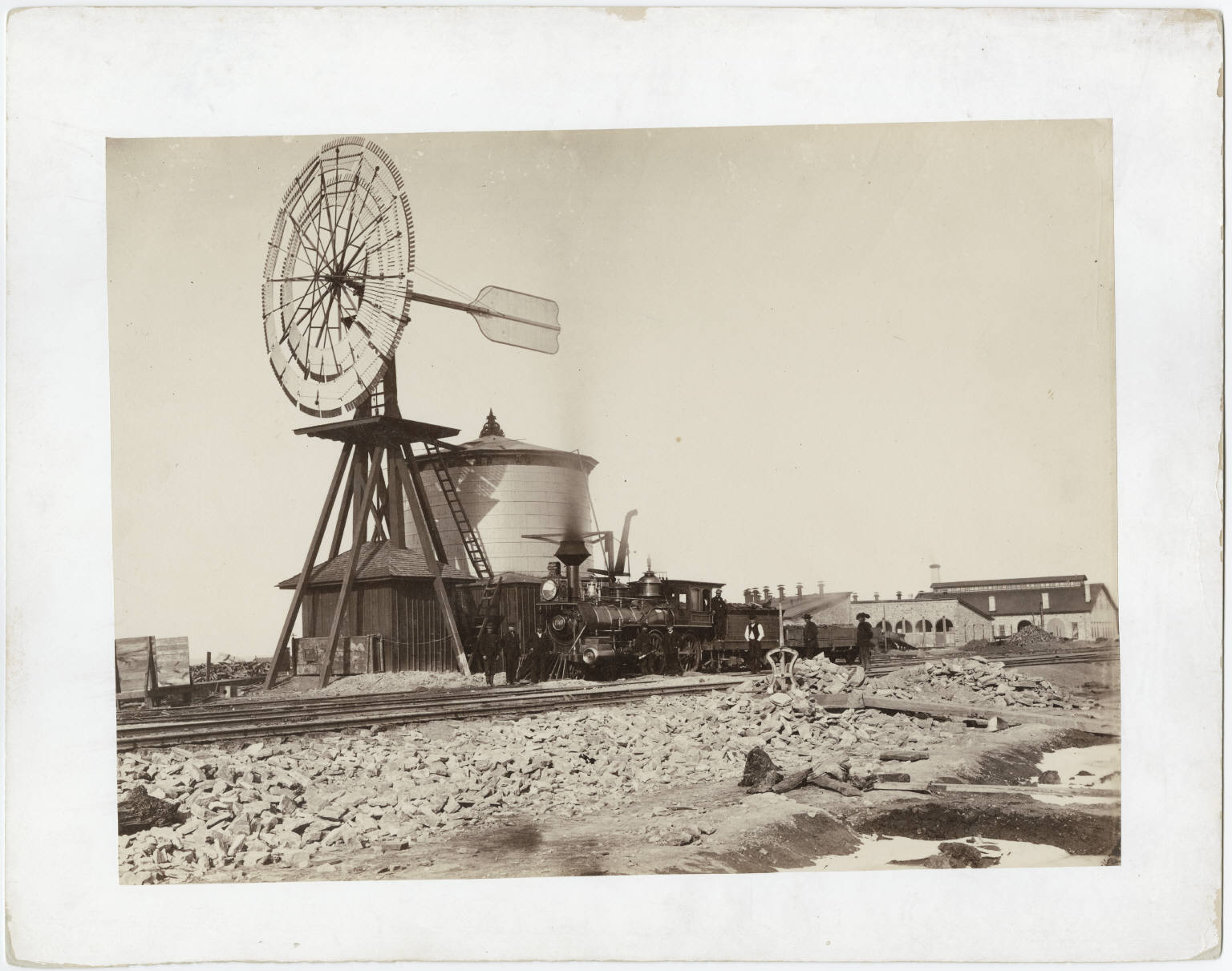
Windmühle (etwa 1864 bis 1869)
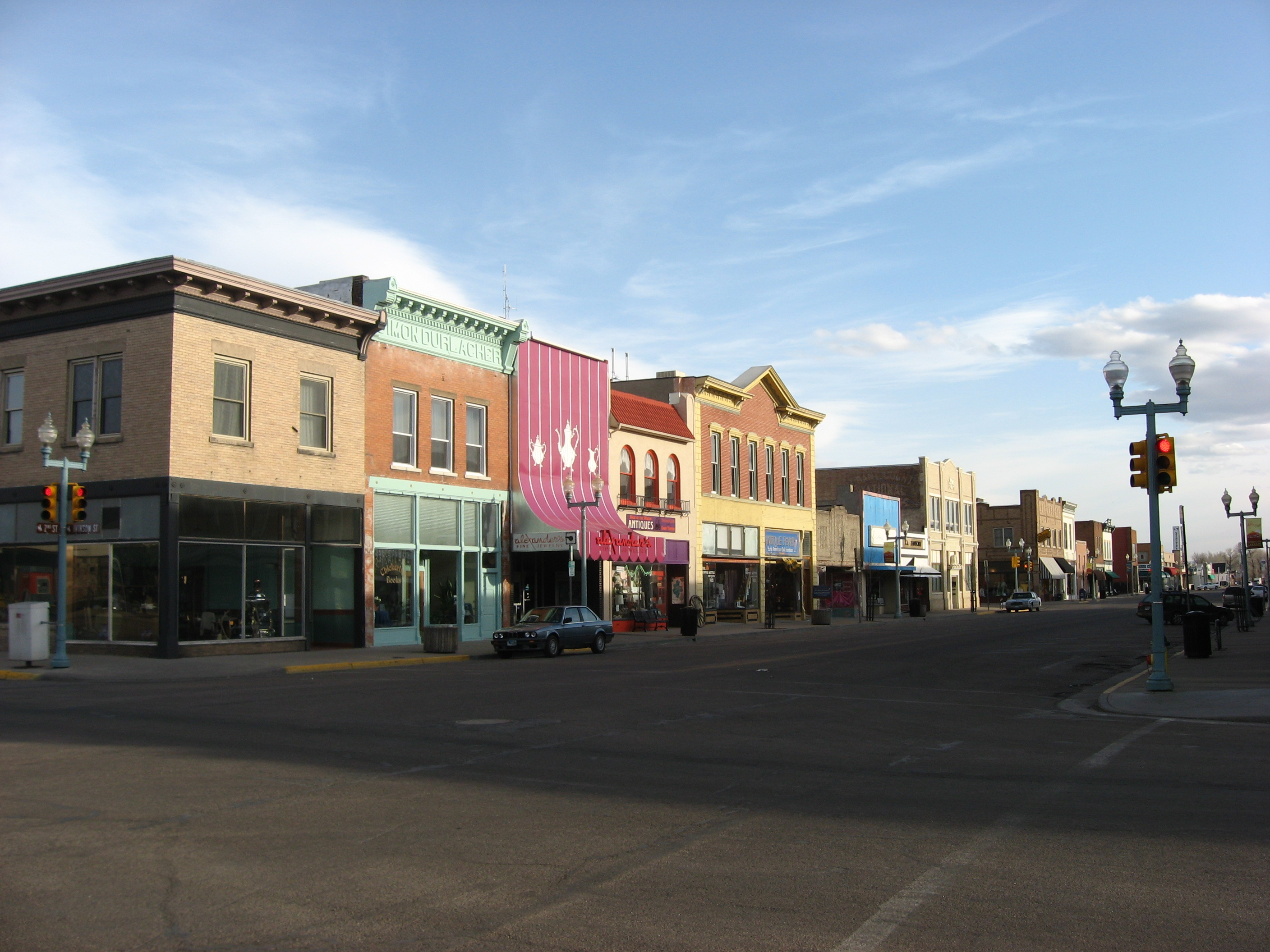
Historic District (2009)
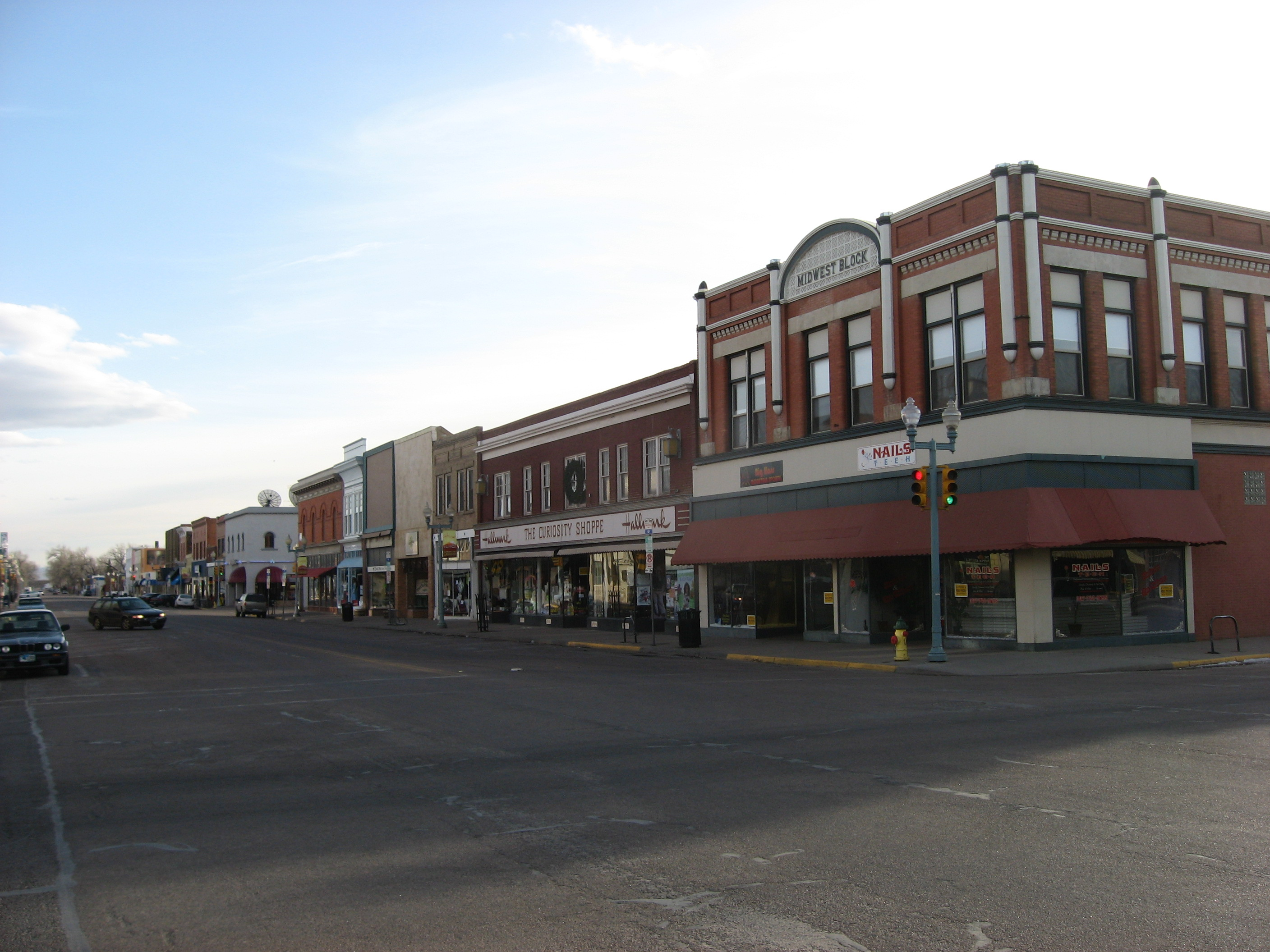
Midwest Block (2009)
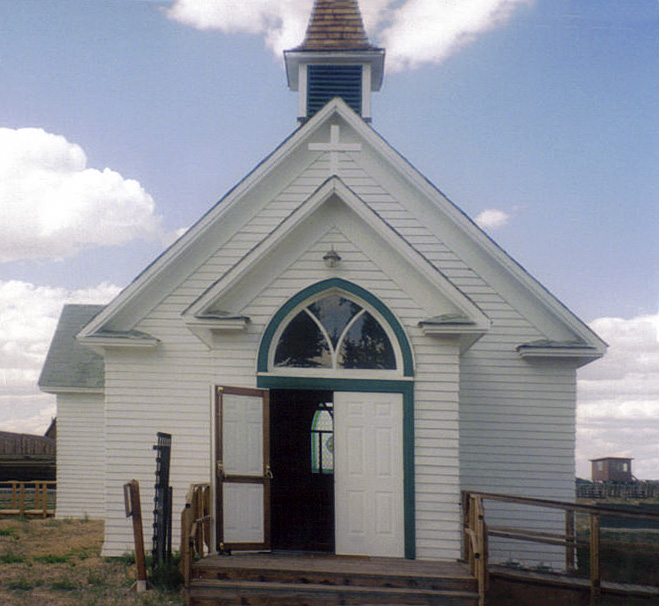
Episcopal Kirche (2006)
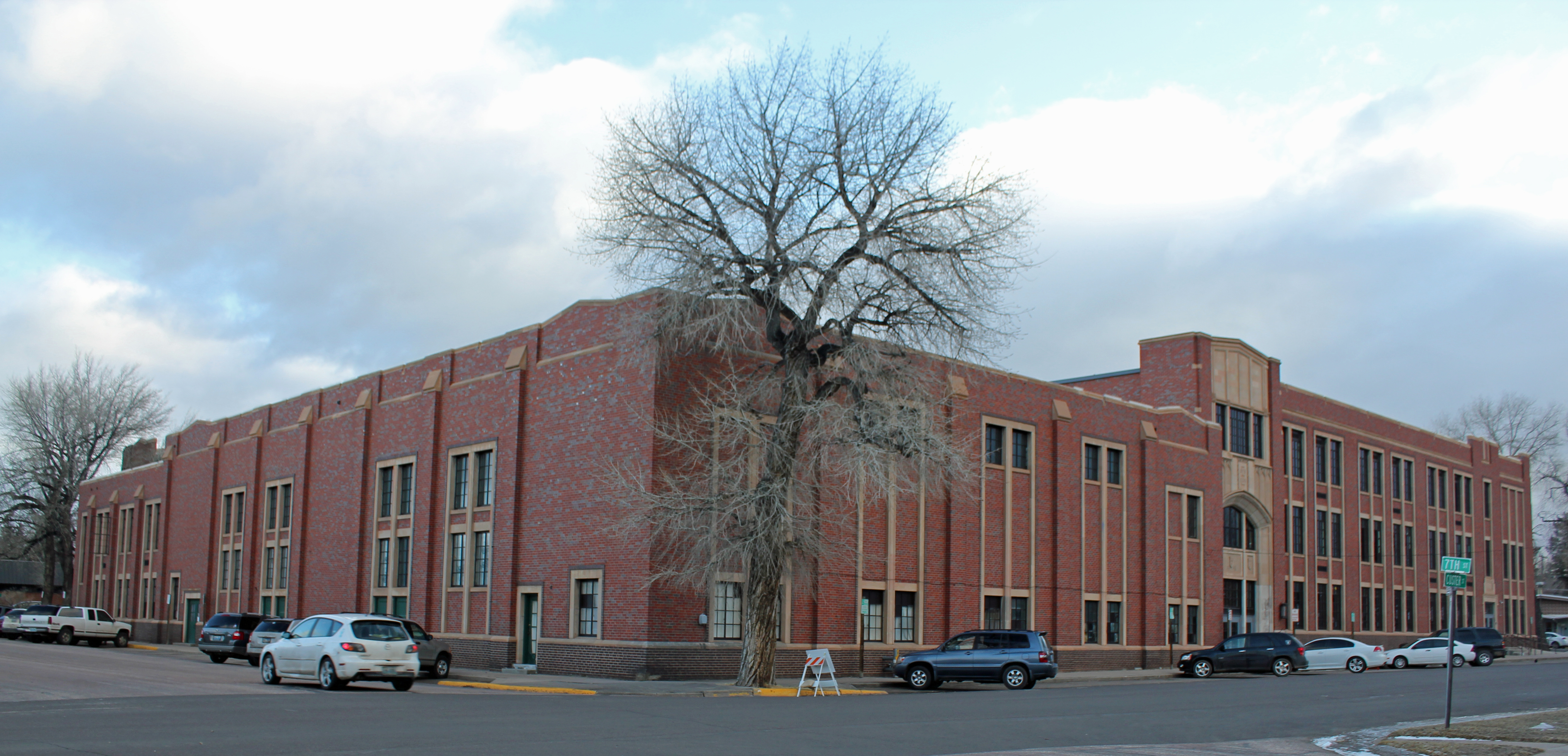
East Side School (2014)
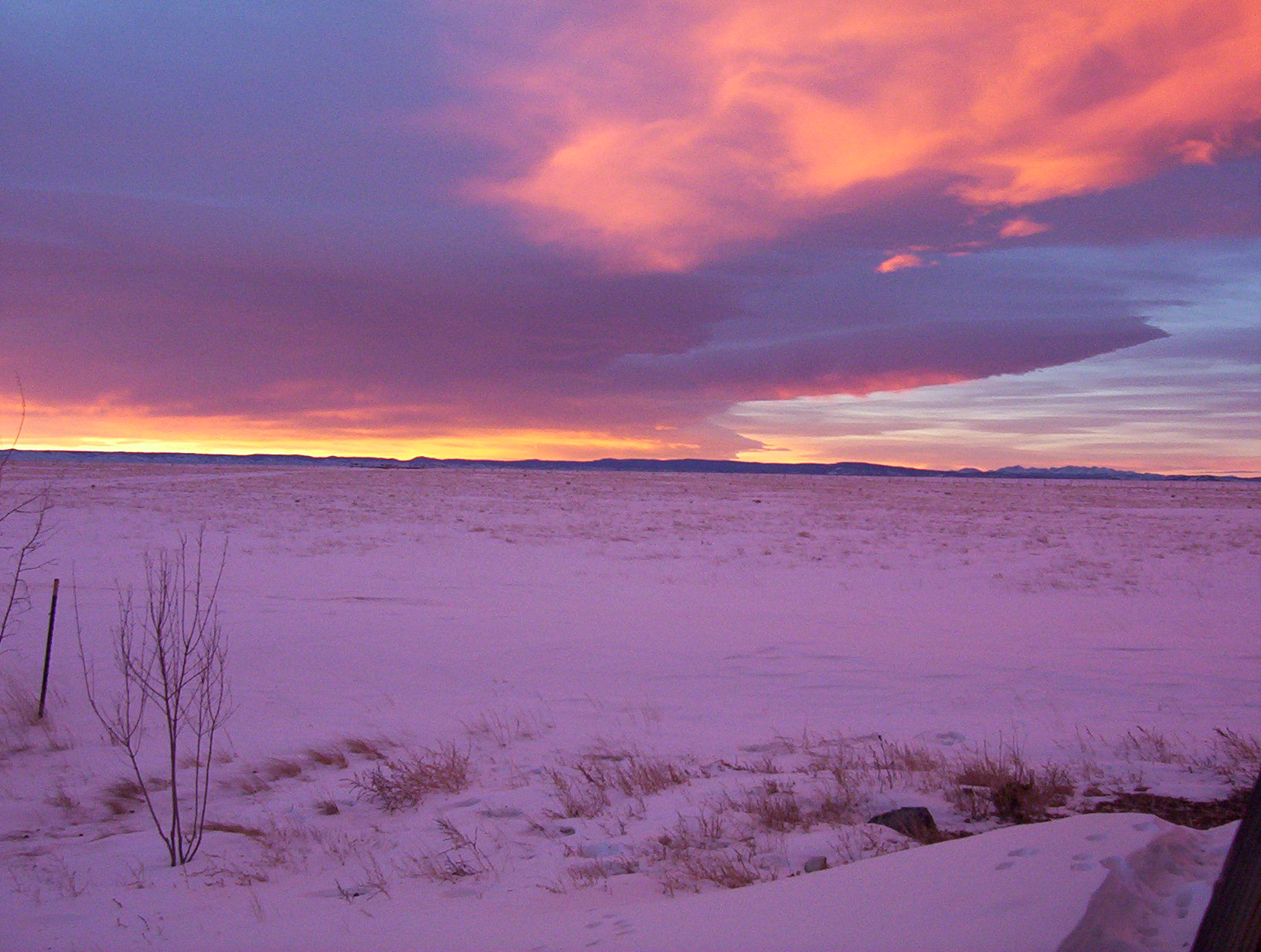
Verschneiter Sonnenuntergang in Laramie